# توماس لويد بيرنت
توماس لويد بيرنت (بالإنجليزية: Thomas Lloyd Burnett)‏ هو مربي ماشية أمريكي، ولد في 1871 في مقاطعة دينتون في الولايات المتحدة، وتوفي في 26 ديسمبر 1938.